# Saint-Pierre-des-Ormes
Saint-Pierre-des-Ormes település Franciaországban, Sarthe megyében. Lakosainak száma 212 fő (2022. január 1.). Saint-Pierre-des-Ormes Origny-le-Roux, Saint-Fulgent-des-Ormes, Moncé-en-Saosnois, Saint-Cosme-en-Vairais, Saint-Rémy-des-Monts és Saint-Vincent-des-Prés községekkel határos.

## Népesség
A település népessége az elmúlt években az alábbi módon változott:
| Lakosok száma | 228  | 227  | 232  | 226  | 225  | 224  | 224  | 218  | 212  |
|               | 2013 | 2015 | 2016 | 2017 | 2018 | 2019 | 2020 | 2021 | 2022 |